# Старков, Арсений Викторович
Арсений Викторович Старков (1874—1927) — русский и украинский биолог, исследователь анатомии и медицины, педагог, основатель украинской анатомической школы, профессор, академик Украинской Академии наук (1921).

## Биография
Родился 8 (20) февраля 1874 года в Торжке Тверской губернии, в семье военного врача. После окончания 1892 году Тверской классической гимназии учился на медицинском факультете Московского университета, который окончил в 1897 году со степенью лекаря с отличием. Был оставлен при кафедре топографической анатомии и оперативной хирургии Московского университета в должности помощника прозектора (в 1898—1908 гг. — сверхштатный, в 1908—1909 гг. — штатный). Совмещал работу в университете с медицинской практикой: в 1897—1898 гг. работал в хирургической клинике Иверской общины сестёр милосердия; в 1899—1908 гг. — ассистент-интерн хирургического отделения Голицынской больницы в Москве.
В сентябре 1900 года был избран Советом московского Женского медицинского института профессором описательной и сравнительной анатомии и директором Анатомического института, где он впоследствии основал музей описательной и сравнительной анатомии. В декабре 1900 года защитил диссертацию «Этиология и патологическая анатомия мышечной кривошеи» и получил степень доктора медицины.
С ноября 1902 года А. В. Старков — приват-доцент Московского университета; читал необязательный практический курс анатомии и оперативной хирургии мужского таза.
В 1906 году на два году уехал в заграничную командировку для изучения анатомии и хирургии в анатомических институтах Берлина и Вены; работал на зоологической станции в Неаполе.
В марте 1912 года был назначен сверхштатным экстраординарным профессором по кафедре топографической анатомии и оперативной хирургии Московского университета; читал обязательный курс «Учение о повязках». С ноября 1915 года заведовал университетским Институтом  топографической анатомии и оперативной хирургии.
Во время Первой мировой войны он состоял главным хирургом лазарета Императорской фамилии в Петровском дворце и провёл около двух тысяч операций.
После октябрьской революции 1917 года, переехал в Киев, где в конце января 1918 года был избран экстраординарным профессором и заведующим кафедрой нормальной анатомии университета Св. Владимира. Под руководством Старкова начала формироваться украинская анатомическая школа. Учениками и помощниками профессора Старкова были прозекторы Н. Вовкобой, Ф. Цешковский, М. Спиров, а помощники прозекторов — В. Овен, Л. Краузе, В. Кибальчич, М. Савицкая.
После создания в 1918 году Украинской Академии наук (позже — ВУАН), А. В. Старков в 1921 году стал одним из её действительных членов (в области медицинской биологии), академиком кафедры анатомии Физико-математического отдела академии наук. В том же году он организовал в Академии лабораторию для исследования центральной нервной системы; 1 июля 1921 года в Академии была создана комиссия по изучению центральной нервной системы под руководством академика А. В. Старкова.
В 1922 году академик А. В. Старков был вынужден покинуть родину. Дело было в том, что в Воронеже был арестован (затем — казнён) тесть Старкова, инженер-механик Киево-Воронежской железной дороги, сотрудничавший с Добровольческой армией и Старков, не дожидаясь ареста, вместе с семьёй немедленно выехал из Киева в Коростень, а оттуда через леса и болота, с двумя маленькими детьми, около трёх недель пробирался в Польшу. В течение 5 месяцев жил в Пинске, где занимался частной медицинской практикой, пока в январе 1923 года эта деятельность не была ему запрещена. Он вынужденно перебрался в Прагу, где до 1925 года преподавал на должности профессора кафедры биологии Украинского высшего педагогического института. В 1923 году он был избран посредником между ВУАН и общественными организациями Чехословакии; стал внештатным академиком ВУАН. С 1925 года он был профессором Рижского университета.
В 1925 году в Праге был издан первый учебник по биологии на украинском языке «Загальна біологія», книга профессора Старкова «Общая биология (Химический и физический субстраты жизни. Общее понятие про клетку)».
Умер в ночь с 18 на 19 декабря 1927 года в поезде Вена-Рим. Похоронен в Риме.

## Труды
- Этиология и патологическая анатомия мышечной кривошеи: Диссертация. — М., 1900. — 135 с.
- Анатомия прямой кишки и мышц, имеющих к ней отношение. Литературное и анатомическое исследование. — Т. 1. — М., 1912. — 519 с.[1]
- Анатомия фасций и клетчатки малого таза. — Т. 2. — М., 1912.
- Загальна біологія. — Прага, 1925.  (укр.)
- Остеология. — Прага, 1925.
- Исследование о нервах сердца. — Прага, 1946.

Как хирургу Старкову принадлежит новый способ энзартикуляции бедра, применённый клинически в Голицынской больнице и в госпитальной хирургической клинике Московского университета.